# Herrarnas linjelopp vid världsmästerskapen i landsvägscykling 2015
Herrarnas linjelopp vid världsmästerskapen i landsvägscykling 2015 avgjordes den 27 september 2015 i Richmond, Virginia, USA. Detta var den 82:a upplagan av tävlingsgrenen (herrarnas linjelopp). 
Polacken Michał Kwiatkowski var den regerande mästaren.
Peter Sagan från Slovakien blev guldmedaljör när han passerade mållinjen före Michael Matthews från Australien och Ramūnas Navardauskas från Litauen.

## Resultat
1. Peter Sagan (SVK) 6:14.37,0
2. Michael Matthews (AUS) +3,0
3. Ramūnas Navardauskas (LTU) +3,0
4. Alexander Kristoff (NOR) +3,0
5. Alejandro Valverde (ESP) +3,0
6. Simon Gerrans (AUS) +3,0
7. Tony Gallopin (FRA) +3,0
8. Michał Kwiatkowski (POL) +3,0
9. Rui Costa (POR) +3,0
10. Philippe Gilbert (BEL) +3,0
11. Tom Dumoulin (NED) +3,0
12. Alex Howes (USA) +3,0
13. Niki Terpstra (NED) +3,0
14. Rein Taaramäe (EST) +3,0
15. Vjatjeslav Kuznetsov (RUS) +3,0
16. Nelson Oliveira (POR) +3,0
17. Yukiya Arashiro (JPN) +3,0
18. Giacomo Nizzolo (ITA) +3,0
19. Brent Bookwalter (USA) +3,0
20. Edvald Boasson Hagen (NOR) +3,0
21. Nacer Bouhanni (FRA) +3,0
22. Ben Swift (GBR) +3,0
23. Greg Van Avermaet (BEL) +3,0
24. Tanel Kangert (EST) +3,0
25. Andrey Amador (CRC) +3,0
26. Marco Haller (AUT) +12,0
27. Daniel Moreno (ESP) +12,0
28. Silvan Dillier (SUI) +12,0
29. John Degenkolb (GER) +15,0
30. Luis León Sánchez (ESP) +15,0
31. Steve Cummings (GBR) +15,0
32. Rigoberto Urán (COL) +18,0
33. Matti Breschel (DEN) +21,0
34. Matteo Trentin (ITA) +21,0
35. Tom Boonen (BEL) +21,0
36. Pavel Brutt (RUS) +21,0
37. Alexej Tsatevitj (RUS) +28,0
38. Arnaud Démare (FRA) +32,0
39. Tomasz Marczyński (POL) +40,0
40. Sam Bennett (IRL) +40,0
41. Karel Hník (CZE) +40,0
42. Vincenzo Nibali (ITA) +40,0
43. Zdeněk Štybar (CZE) +40,0
44. Heinrich Haussler (AUS) +40,0
45. Lars Bak (DEN) +55,0
46. Andrij Hrivko (UKR) +55,0
47. Luka Pibernik (SLO) +55,0
48. Luka Mezgec (SLO) +55,0
49. Mychajlo Kononenko (UKR) +55,0
50. Daryl Impey (RSA) +55,0
51. Ian Stannard (GBR) +55,0
52. Juan José Lobato (ESP) +55,0
53. Ben King (USA) +55,0
54. Michał Gołaś (POL) +55,0
55. Sergej Lagutin (RUS) +55,0
56. Ion Izagirre (ESP) +55,0
57. Adam Yates (GBR) +55,0
58. Greg Henderson (NZL) +55,0
59. Maciej Paterski (POL) +1.10,0
60. Kanstantsin Siŭtsoŭ (BLR) +1.38,0
61. Antoine Duchesne (CAN) +1.50,0
62. Ilnur Zakarin (RUS) +1.55,0
63. Alexej Lutsenko (KAZ) +2.02,0
64. Sep Vanmarcke (BEL) +2.08,0
65. Maximiliano Richeze (ARG) +2.09,0
66. Michael Albasini (SUI) +2.15,0
67. Michael Valgren (DEN) +2.50,0
68. Carlos Quintero (COL) +2.50,0
69. Bauke Mollema (NED) +2.50,0
70. Arman Kamyshev (KAZ) +2.50,0
71. Jens Keukeleire (BEL) +2.50,0
72. Vegard Stake Laengen (NOR) +2.50,0
73. Adam Hansen (AUS) +2.50,0
74. Rafał Majka (POL) +2.50,0
75. Mickaël Delage (FRA) +2.50,0
76. Grégory Rast (SUI) +2.50,0
77. Mathew Hayman (AUS) +2.50,0
78. Michael Mørkøv (DEN) +2.50,0
79. Tyler Farrar (USA) +3.00,0
80. Tiesj Benoot (BEL) +3.35,0
81. Lars Boom (NED) +3.35,0
82. Manuel Quinziato (ITA) +3.41,0
83. Daniele Bennati (ITA) +3.41,0
84. Fabio Felline (ITA) +3.41,0
85. Taylor Phinney (USA) +3.41,0
86. Grega Bole (SLO) +3.45,0
87. Sebastian Langeveld (NED) +3.45,0
88. Tony Martin (GER) +4.00,0
89. Elia Viviani (ITA) +5.18,0
90. Simon Geschke (GER) +5.23,0
91. Robert Gesink (NED) +6.43,0
92. Stijn Vandenbergh (BEL) +6.43,0
93. Ryan Anderson (CAN) +6.43,0
94. Michael Woods (CAN) +6.43,0
95. Sergej Tjernetskij (RUS) +6.43,0
96. Dylan van Baarle (NED) +6.43,0
97. Jan Bárta (CZE) +6.43,0
98. Jiří Polnický (CZE) +6.43,0
99. Pim Ligthart (NED) +6.43,0
100. Cyril Lemoine (FRA) +6.43,0
101. Scott Thwaites (GBR) +6.43,0
102. Diego Ulissi (ITA) +6.43,0
103. Paul Voss (GER) +8.12,0
104. Paul Martens (GER) +10.47,0
105. André Greipel (GER) +10.47,0
106. Marcel Sieberg (GER) +10.47,0
107. Guillaume Boivin (CAN) +11.11,0
108. Radoslav Rogina (CRO) +11.11,0
109. Lawson Craddock (USA) +12.56,0
110. Gatis Smukulis (LAT) +13.58,0

Deltagare som startade i tävlingen men som avbröt loppet
- Daniel Díaz (ARG)
- Simon Clarke (AUS)
- Mitchell Docker (AUS)
- Jay McCarthy (AUS)
- Luke Durbridge (AUS)
- Vasil Kiryjenka (BLR)
- Jaŭhen Hutarovitj (BLR)
- Nikolas Maes (BEL)
- Iljo Keisse (BEL)
- Kléber Ramos (BRA)
- Antonio Garnero (BRA)
- Nikolay Mihaylov (BUL)
- Gonzalo Garrido (CHI)
- Jarlinson Pantano (COL)
- Winner Anacona (COL)
- Alex Cano (COL)
- Edwin Ávila (COL)
- Miguel Ángel López (COL)
- Carlos Alzate (COL)
- Daniel Jaramillo (COL)
- Juan Carlos Rojas Villegas (CRC)
- Cesar Rojas Villegas (CRC)
- Christopher Juul-Jensen (DEN)
- Rasmus Guldhammer (DEN)
- Byron Guamá (ECU)
- Mekseb Debesay (ERI)
- Florian Vachon (FRA)
- Sébastien Minard (FRA)
- Julien Simon (FRA)
- Julian Alaphilippe (FRA)
- Polychronis Tzortzakis (GRE)
- Manuel Rodas (GUA)
- Conor Dunne (IRL)
- Daniel Oss (ITA)
- Kohei Uchima (JPN)
- Fumiyuki Beppu (JPN)
- Ryan Roth (CAN)
- Hugo Houle (CAN)
- Ruslan Tleubajev (KAZ)
- Kristijan Đurasek (CRO)
- Gediminas Bagdonas (LTU)
- Evaldas Šiškevičius (LTU)
- Laurent Didier (LUX)
- Jempy Drucker (LUX)
- Alex Kirsch (LUX)
- Jos van Emden (NED)
- Jesse Sergent (NZL)
- Sam Bewley (NZL)
- Lars Petter Nordhaug (NOR)
- Sven Erik Bystrøm (NOR)
- Vegard Breen (NOR)
- Maciej Bodnar (POL)
- José Gonçalves (POR)
- Serghei Țvetcov (ROM)
- Ivan Stević (SRB)
- Juraj Sagan (SVK)
- Michael Kolář (SVK)
- Kristijan Koren (SLO)
- Borut Božič (SLO)
- Marko Kump (SLO)
- Joaquim Rodríguez (ESP)
- Imanol Erviti (ESP)
- Rubén Plaza (ESP)
- Lluís Mas (ESP)
- Luke Rowe (GBR)
- Andrew Fenn (GBR)
- Alex Dowsett (GBR)
- Jaco Venter (RSA) startade ej
- Reinardt Janse van Rensburg (RSA)
- Park Sung-baek (KOR)
- Seo Joon-yong (KOR)
- Tomáš Bucháček (CZE)
- Roman Kreuziger (CZE)
- Petr Vakoč (CZE)
- Christian Knees (GER)
- Johannes Fröhlinger (GER)
- Denys Kostyuk (UKR)
- Vitaliy Buts (UKR)
- Oleksandr Polivoda (UKR)
- Andriy Khripta (UKR)
- Georg Preidler (AUT)
- Lukas Pöstlberger (AUT)